# بن بوكوت
بن بوكوت (بالإنجليزية: Ben Poquette)‏ مواليد 7 مايو 1955 في آن آربر، هو لاعب كرة سلة أمريكي سابق. بدأ مسيرته الاحترافية في سنة 1977. تم اختياره من قبل فريق ديترويت بيستونز خلال الدرافت. حمل الرقم 50. يبلغ طوله 6 قدم 9 بوصة (2.1 م). اعتزل اللعب في 1990. أحرز خلال مسيرته في الإن بي إيه 4899 نقطة بمعدل 6.8 نقاط في المباراة الواحدة.

## المسيرة الاحترافية
لعب مع ديترويت بيستونز من سنة 1977 إلى 1979، ثم لعب مع يوتا جاز من سنة 1979 إلى 1983، ثم لعب مع كليفلاند كافالييرز من سنة 1983 إلى 1987، ثم لعب مع شيكاغو بولز في سنة 1987، ثم لعب مع نادي غوريتسيا لكرة السلة في موسم 1989–1990.

## روابط خارجية
- بن بوكوت على موقع إن بي أي (الإنجليزية)
- بن بوكوت على موقع سبورتس رفرنس (الإنجليزية)
- بن بوكوت على موقع كلية كرة السلة في سبورتس رفرنس.كوم (الإنجليزية)
- بن بوكوت على موقع ريلجم (الإنجليزية)
- بن بوكوت على موقع بروبوليرز (الإنجليزية)